# Agnes Marion Ayre
Agnes Marion Ayre, geboren Agnes Marion Miller (St. John's, 2 februari 1890 – aldaar, 1940), was een Newfoundlands kunstenares, plantkundige, auteur en feministe. Ze had een erg brede interesse en was onder meer stichtend lid van zowel de Newfoundland Historical Society als van de Newfoundland Society of Art. Ze leverde een belangrijke bijdrage aan de kennis over de Newfoundlandse flora.

## Levensloop
Agnes groeide op in een gegoede familie in St. John's, de hoofdstad van Newfoundland, als dochter van meubelhandelaar Lewis Haldane Miller en Mary Miller (née Morisson). Ze volgde een kunstopleiding in de lokale "School of Art" van Dr. Nichols, waar ze interesse kreeg voor landschapsschilderkunst. Ze was als tiener ook een stichtend lid van de Newfoundland Historical Society.
In 1913 trouwde ze met Harold Cecil Ayre, waarop ze zoals gebruikelijk zelf ook de naam Ayre ging dragen. Het stel kreeg uiteindelijk drie kinderen.
Ayre was voorvechter van vrouwenrechten en sprak zich als suffragette uit voor het vrouwenkiesrecht. Ze was haar leven lang lid van "The Ladies Reading Room" in St. John's, evenals van de Current Events Club. Ze sloot zich ook aan bij de in 1920 opgerichte Women's Franchise League van Newfoundland. Ze was vooral in de jaren 20 actief in die organisatie. Ook haar zus Janet was een bekende feministe die in de jaren 1910 als eerste Newfoundlandse vrouw een rechtenopleiding volgde.
In 1925, het jaar dat Newfoundlandse vrouwen stemrecht verkregen, stond Agnes mee aan de wieg van de Newfoundland Art Society, waar ze ook een tijd voorzitter van was.
Agnes correspondeerde en schreef haar leven lang over haar brede interesses, waaronder over genealogie, plaatsnaamkunde, natuurhistorische folklore en bijzondere recepten.

### Ayre als plantkundige
Agnes Ayre kwam in contact met Jennie Knowling, een Welshe amateurplantkundige die naar St. John's verhuisd was. Zij zag de noodzaak om de flora van Newfoundland in kaart te brengen en vroeg Ayre om haar bij te staan door middel van het schilderen van afbeeldingen van alle verzamelde specimens. Al vrij snel was Knowling niet langer in staat om zelf soorten te verzamelen. Daarop besloot Ayre om eigenhandig het volledige project voort te zetten en nam haar leven plots een andere wending.
Aanvankelijk wist ze niets van botanie, maar ze legde zich volledig toe op het leren van alles wat erover te leren viel en werd zo een bekwaam amateurplantkundige. Als autodidact beheerste ze niet alleen het vermogen om planten te zoeken, verzamelen en identificeren, maar ze leerde ook om haar exemplaren goed te ordenen en te illustreren. Uiteindelijk wist ze een collectie van een paar duizend plantensoorten te verzamelen, waarvan ze het merendeel van illustraties voorzag.
Ze leerde ook van andere plantkundigen, waaronder uiteraard Jennie Knowling, maar ook Arthur C. Waghorne, Mary Southcotte en vooral de befaamde Harvard-botanicus Merritt Lyndon Fernald. Ze legde contacten met hem en bezocht hem ook in het Gray Herbarium in Cambridge (Massachusetts) om volledig zeker te zijn van de wetenschappelijke correctheid van het onderzoek dat ze deed en van de botanische boeken die ze op basis daarvan wilde publiceren. Ayre stond in hoog aanzien bij Fernald en hij vermeldde haar in het voorwoord van zijn Gray's Manual of Botany, Eighth Edition als iemand waarvan hij "onbeperkte aanmoediging" kreeg. Agnes was de enige 'amateurwetenschapper' die hij vermeldde tussen zijn voorts uitsluitend professioneel opgeleide andere collega's.
Vanwege financiële moeilijkheden, een inbraak in haar werkplaats en het feit dat ze ziek werd en overleed op amper 50-jarige leeftijd, is het niet gelukt om haar vijfdelige botanische boekenreeks te publiceren. In 1935 wist ze, met grote moeite, het derde deel van haar reeks gedrukt te krijgen. Vanwege geldgebrek werden de met waterverf geschilderde kleuren van de circa duizend illustraties alle weggespoeld en werden haar historische notities aanzienlijk ingekort.
In 1937 exposeerde ze een deel van haar werk op de jaarlijkse tentoonstelling van de Royal Canadian Academy of Arts in Montreal.
Ze publiceerde in haar laatste levensjaren nog een boek over de Newfoundlandse familienamen, maar de andere vier delen van haar grootschalige botanische werk werden nooit uitgegeven. Ze was er uiteindelijk in geslaagd om zo'n 85% van de op het eiland voorkomende flora te verzamelen.

## Overlijden en nalatenschap
Agnes Marion Ayre overleed in 1940 op 50-jarige leeftijd in haar thuisstad St. John's. Haar levenswerk, bestaande uit grote aantallen gedroogde bloemen, geschilderde illustraties en veldnotities, werd in de jaren na haar dood slecht bijgehouden en een aanzienlijk deel ervan is hierdoor verloren gegaan. Het deel dat wel bewaard gebleven is, werd geschonken aan de faculteit biologie van de Memorial University of Newfoundland (MUN). Het betrof 2.440 verschillende gedroogde planten inclusief vele duizenden andere soorten, uitkomende op een totale collectie van zo'n 100.000 items. Het betrof daarnaast ook 1.896 meticuleus geschilderde en getekende illustraties van planten. De vele soorten vormden de basis van het hedendaagse Agnes Marion Ayre Herbarium van die universiteit. Het is te bezichtigen op afspraak. Haar notities liggen grotendeels opgeslagen in de afdeling Archieven & Speciale Collecties van de bij de MUN horende Queen Elizabeth II-bibliotheek.
In 2018 werd een kookboek gepubliceerd op basis van de 140 bijzondere recepten die Ayre had bijgehouden in haar notities.
In 2019 publiceerde Jenny Higgins een boek op kindermaat over de bijzondere vrouwen in de geschiedenis van Newfoundland en Labrador getiteld Agnes Ayre's ABCs of amazing women: Newfoundland & Labrador women of note (some of whom won us the vote).

## Publicaties
- Wild Flowers of Newfoundland, part III, St. John's, 1935.
- Newfoundland Names, St. John's, 1936/1939.

Postuum
- Pickavance, Roger en Murphy, Agnes Marion (redactie), Agnes Ayre's Notebook : Recipes from Old St. John's, Portugal Cove-St. Philip's, 2018.